# Woodsia cinnamomea
Woodsia cinnamomea är en hällebräkenväxtart som beskrevs av Christ. Woodsia cinnamomea ingår i släktet Woodsia och familjen Woodsiaceae. Inga underarter finns listade.